# تصوير طبي بأشعة غاما
تصوير طبي بأشعة غاما أو التصوير المقطعي المحوسب بإصدار فوتون واحد (بالإنجليزية: Single photon emission computed tomography أو SPECT,) في الطب النووي للكشف وتشخيص الأورام. 
 بطريقة التصوير بواسطة أشعة غاما. وميزة هذه الطريقة هي إعطائها صورا مجسمة. وتتكون تلك المعلومات عن طريق تصوير مقاطع من المريض، ويمكن تدوير الصورة الناتجة بعد ضم صور المقاطع أو الشرائح بالحاسوب لاظهار الصورة من جوانب مختلفة على شاشة الحاسوب. 
وتتطلب الطريقة حقن المريض بنظير مشع يسمى نيوكليد مشع في أحد عروق الدورة الدموية (مثل محلول الجاليوم III). ومن خواص الجاليوم أنه يتركز في أنواع معينة من الأنسجة الجسمية. كما يمكن اختيار نظائر مواد أخرى تتركز في الكلى أو الرئة أو غيرها والتي تكون تحت التشخيص. 
وعن طريق تصوير أشعة غاما الصادرة من العضو الذي تركزت فيه المادة المشعة يمكن أخذ صور لمقاطع.

## الطريقة
مثلما في التصوير بأشعة إكس حيث تتخلل الأشعة الجسم وتلتقط صورة خلف المريض على لوح أو فيلم تصوير. أي أن تلك الصورة تبين بعدين لجسم ذو ثلاثة أبعاد. أما كاميرا أشعة غاما gamma camera فهي تقوم بتكوين عدة من الصور ذات البعدين (شرائحية) للأشعة القادمة من النظير المشع الباطن في عضو المريض، وبعد تجميعها تنشأ صورة ذات ثلاثة أبعاد، أي صورة مجسمة للعضو. 

## تطبيقاته
يمكن للتصوير المجسم بواسطة النظائر المشعة لأشعة غاما تكملة التصوير المعتاد الذي يجرى بالأشعة السينية، حيث تعطي الصور المجسمة تفاصيل أكثر. ويجرى ذلك في حالات تصوير الأورام، وأمراض الكرات الدموية البيضاء leukocyte، وتصوير القصبة الهوائية وكذلك لتصوير المخ.
وبواسطة التصوير المجسم بواسطة استخدام النظائر المشعة وكاميرا أشعة غاما يمكن تحديد موضع الورم وحجمه بالضبط.

## اقرأ أيضا
- تصوير طبي
- تصوير طبي بموجات فوق صوتية
- كاميرا أشعة غاما